# فوجی/راکول کماندر ۷۰۰
فوجی/راکول کماندر ۷۰۰ (به انگلیسی: Fuji/Rockwell Commander 700) یک هواگرد ساختِ کارخانهٔ صنایع سنگین فوجی و راکول اینترنشنال در کشور ژاپن است. این هواگرد برای نخستین بار در ۱۹۷۵ میلادی مورد استفاده قرار گرفت.